# アミド

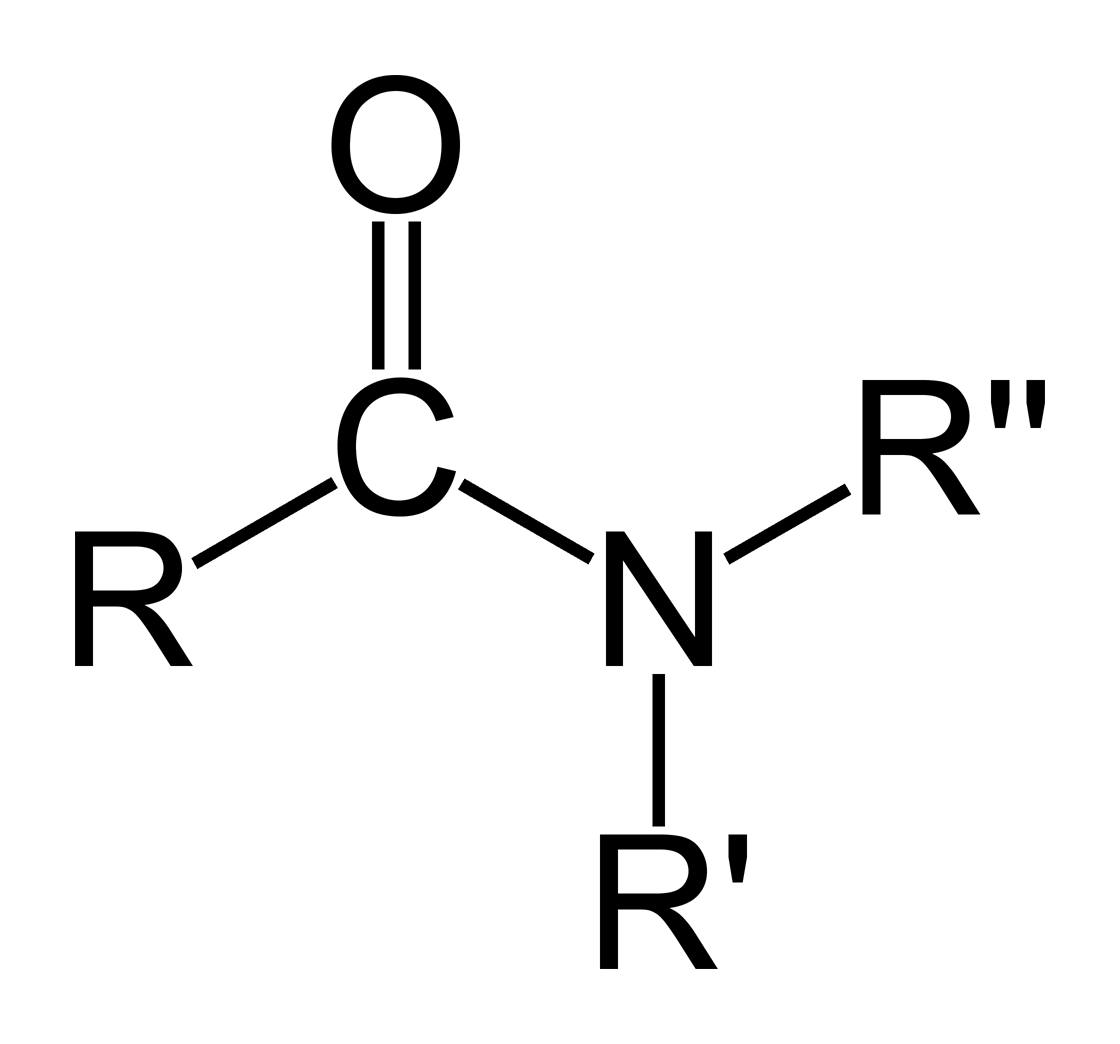
カルボン酸アミドの一般式

酸アミド（さんアミド）とは、化合物、特に有機化合物の分類のひとつで、オキソ酸とアンモニアあるいは 1級、2級アミンとが脱水縮合した構造を持つものを指す。例えば、カルボン酸アミドは R-C(=O)-NR1R2の構造を持つ。特に断らない限り、単に「アミド」といった場合は、カルボン酸アミド（カルボキサミド）のことを指すことが多い。他にスルホンアミド、リン酸アミドなどが知られる。
通常、カルボン酸アミド({\displaystyle {\ce {R-C(=O)-NR1R2}}})はアミンとカルボン酸の脱水縮合反応で生成される。その構造のうち、カルボニル基と窒素との結合を特にアミド結合と呼ぶ（金属アミドの結合はアミド結合とは呼ばれない）。
化合物フラグメントがアミド結合で多数連結した高分子化合物（樹脂）をポリアミドと呼ぶ。ポリアミド系樹脂の代表としては6,6-ナイロンが挙げられる。
一方、生体を構成するタンパク質は α-アミノ酸が多数連結して生成されるが、ポリアミドとは呼ばれずにペプチドと呼ばれる。また、ペプチドを構成する α-アミノ酸単位が連続したアミド結合の部分をペプチド結合と呼称する（たとえタンパク質中であっても、α-アミノ酸単位が連続していない部分は単に「アミド結合」と呼ばれる）。

## 分類
カルボン酸アミドは、置換基の数により以下のように分類される (R1, R2 ≠ H)。
- 1級アミド {\displaystyle {\ce {R-C(=O)-NH2}}}
- 2級アミド {\displaystyle {\ce {R-C(=O)-NHR^1}}}
- 3級アミド {\displaystyle {\ce {R-C(=O)-NR^1R^2}}}

環状構造を持つアミドはラクタムとも呼ばれる。
他にアミド結合を持つ化合物群としては、1個の窒素と 2個のカルボニル基が結合したイミド ({\displaystyle {\ce {R'-C(=O)-N(R)-C(=O)-R''}}})、2個の窒素と 1個のカルボニル基が結合した尿素およびその誘導体 ({\displaystyle {\ce {RR'N-C(=O)-NR''R'''}}}) がある。

## 合成法
カルボン酸エステルとアミンの置換反応によってアミド結合を形成できる。
{\displaystyle {\ce {RCOOR^1 + NHR^2R^3 -> RCONR^2R^3 + R^1OH}}}
しかし基本的にアミドの合成には活性化した酸成分とアミン成分を用いる。活性化した酸成分を用いるのは通常のエステルでは反応性が低いためであり、特別な置換基を持つ酸成分を用いて反応を速めるのが一般的である。活性化した酸成分としてカルボン酸ハロゲン化物、カルボン酸無水物、カルボン酸アジド、活性エステルなどが用いられる。
活性化された酸成分を R-COX と表すとき、一般にHX の酸性が強いほど反応性が高いと考えてよい。ただし反応性の高い方法はラセミ化など副反応を伴うこともあり、このため様々な工夫が凝らされている。特にα-アミノ酸からペプチドを合成する場合は、α位のラセミ化が問題となるのでこの点を留意して合成法を検討する。
対称酸無水物を用いると酸の半分はアミンと反応しないため、無水酢酸など入手しやすい酸の無水物に限って用いられる。
酸ハライドを使ってアミド合成する際、触媒量のピリジンを用いると収率が向上する。これは系内で不安定なアシルピリジニウム塩が発生し、これがアミンと反応するためである。ピリジンは再生するので触媒量でよい。4-ジメチルアミノピリジン (DMAP) はさらに強力な触媒で、数万倍もアミド結合形成を速める効果がある。またアミンを塩基性水溶液に溶解させ反応させる方法も知られている（ショッテン・バウマン反応）。
中性条件下で反応を進めたい場合は、酸成分とアミン成分存在下で各種縮合剤を作用させる。N,N'-ジシクロヘキシルカルボジイミド(DCC)は古典的な縮合剤で、反応系中で非対称酸無水物を作るため酸成分が無駄にならない。ラセミ化を防ぐため、1当量の 1-ヒドロキシベンゾトリアゾール(HOBt)を加えることが多い。この場合カルボン酸はいったん HOBt と縮合して活性エステルを作り、これがアミンと反応してアミド結合を作る。ただし DCC はアレルギー誘発物質であるなど問題も多いため、さらに優秀な試薬が多数開発されている。アゾジカルボン酸ジエチル(DEAD)とトリフェニルホスフィンを用いる光延反応も、穏和な条件でアミド結合を作る方法として多用される。
工業的に大量生産する場合、酸無水物や酸ハライドのように、有害な副生成物が生じる原料は好ましくない。近年では、アルコールとアミンを触媒存在下で反応させることで、直接アミドを合成する方法も開発されている。

## 反応
アミドは酸または塩基性条件下に加水分解すると、カルボン酸成分とアミン成分とを与える。一般に、相当するエステルよりも強い反応条件を必要とする。
{\displaystyle {\ce {RC(=O)NHR' + OH^- -> RCO2^- + R'NH2}}}
1級アミドを五酸化二リンなどで脱水するとニトリルに変わる。
{\displaystyle {\ce {RC(=O)NH2 - H2O -> R-CN}}}
ギ酸アミドからトリホスゲンなどで脱水を行うとイソニトリル（イソシアニド）が得られる。
{\displaystyle {\ce {RNHCHO - H2O -> R-N=C:}}}
2級アミドに塩化チオニルやオキシ塩化リンなどを作用させると、イミド酸塩化物が得られる。
{\displaystyle {\ce {RC(=O)NHR' + SOCl2 -> RC(=NR')Cl}}}
水素化アルミニウムリチウムによりアミンに還元される。
{\displaystyle {\ce {RC(=O)NHR' + LiAlH4 -> RCH2NHR'}}}

## 物性
1級、2級アミドは水素結合性を持ち、そのことがペプチドや蛋白質の高次構造の要因となっている。記事: タンパク質およびそのリンク先に詳しい。
アミド構造は、イミド酸構造 (R-C(=NR')-OH) との互変異性を持つ。通常はアミド構造がはるかに安定であるが、環状のラクタムあるいは複素環式化合物ではイミド酸構造（ラクチム）が安定となることがある。

## 主なアミド
- ホルムアミド
- アセトアミド
- ベンズアミド
- N,N-ジメチルホルムアミド (DMF)
- アセトアニリド